# Katsuya Eguchi

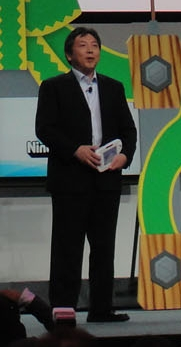
.....

Katsuya Eguchi es un diseñador de videojuegos y director adjunto de Nintendo Entertainment Planning and Development.

## Biografía
Nació en 1965 en Tokio, Japón, y creció en la Prefectura de Chiba. Comenzó a trabajar en Nintendo en 1986 como uno de los diseñadores de Super Mario Bros. 3. En la época de la Super Nintendo, trabajó muy cerca de Shigeru Miyamoto en las sagas de Mario, aportando su talento en Super Mario World, y Star Fox.
Su primer videojuego como director fue Star Fox de SNES en 1993, al que siguieron Wave Race 64 y Animal Crossing. Tras la reestructuración de Nintendo EAD en 2005, produjo todos los desarrollos del grupo que dirigía. Desde la reestructuración de Nintendo Entertainment Planning and Development es el Director adjunto de esta división.

## Videojuegos
- 1988 - Super Mario Bros. 3 (Diseñador)
- 1990 - Super Mario World (Asistente de dirección)
- 1993 - Star Fox (Director)
- 1996 - Wave Race 64 (Director)
- 1997 - Yoshi's Story (Asistente de dirección)
- 2001 - Animal Crossing (Director)
- 2005 - Animal Crossing: Wild World (Productor)
- 2006 - Wii Sports (Productor)
- 2006 - Wii Play (Productor)
- 2006 - Star Fox Command (Supervisor)
- 2008 - Wii Music (Productor)
- 2008 - Animal Crossing: City Folk (Productor)
- 2009 - Wii Sports Resort (Productor)
- 2012 - Nintendo Land
- 2013 - Animal Crossing: New Leaf (Productor)